# Saxicola sibilla
Il saltimpalo del Madagascar (Saxicola sibilla (Linnaeus, 1766)) è un uccello della famiglia Muscicapidae, endemico del Madagascar.

## Tassonomia
Considerato in passato come sottospecie del saltimpalo africano (Saxicola torquatus sibilla), è stato recentemente elevato al rango di specie a sé stante.